# Тиндинська мова
Тинди́нська мова (тиндальська, ідерійська, самоназва ъидараб мицци [idarab micci], ав. тІиндадерил, [t'indaderil]) — мова тиндалів. Поширена у декількох селах на сході Цумадинського району Дагестану: Тинді (тинд. Ъидари), Ангіда (тинд. Ъангъийа), Акнада (тинд. ЪагьиначІи), Ечеда (тинд. Ъечейи), Тісі (тинд. МилъичІи).
За переписом населення Росії тиндальською мовою в 2010 році володіла 2152 особа, а рідною її назвали 2484 особи.

## Класифікація
Тиндинська мова належить до андійських мов (аваро-андо-цезька група нахсько-дагестанської гілки північно-кавказьких мов). Найбільш близькою є до багвалинської й чамалинської, іноді тиндинську й багвалинську мови навіть розглядають як діалекти однієї мови.
Від інших андійських мов тиндинська відрізняється: у фонетиці — відсутністю кореляції за інтенсивністю серед абруптивних приголосних; у граматиці — нейтралізацією алативу і локативу, використанням редуплікації для утворення прикметників (бикІ'икІ'аб «сильно покривлений» від бикІ'аб «кривий») і наявністю інтенсивних форм дієслова (игьигьо «все зробив» від игьо «зробив»).

Мапа поширення нахсько-дагестанських мов. Тиндинська позначена числом 22. Збільшіть, щоб побачити

## Фонетика
Фонетика тиндинської мови містить 20 голосних звуків: короткі а, о, у, і, е ; довгі а, о, у, і, е; їхні назалізовані еквіваленти. Голосним у анлауті передує твердий приступ ъ. Приголосних у тиндинській мові багато, наявні такі групи, як абруптивні, латеральні, увулярні та деякі інші. Фрикативні приголосні (спіранти) і африкати (неабруптивні) поділяють на глухі та дзвінкі і за інтенсивністю. Задньоязикові приголосні в певних фонетичних умовах сильно палаталізуються. Говірка аулу Тинді має також міжзубний дзвінкий спірант. Наголос може мати структурно-семантичну функцію. Виділяються тонові протиставлення.

## Морфологія
З точки зору морфологічної типології тиндинська мова належить до аглютинативного типу (з багатою іменниковою й дієслівною морфологією), але наявні й деякі елементи флективності (у словотворенні) і аналітизму (в структурі окремих дієслівних форм). Мова ергативної будови, з базовим порядком слів SOV (англ. Subject-Object-Verb, підмет-додаток-присудок).
Тиндинська містить такі частини мови: іменник, прикметник, числівник, займенник, дієслово, прислівник, дієприкметник, післяйменник, сполучник, частка, вигук. Розрізняються чоловічий, жіночий і безособовий класи, у множині — особовий і безособовий. Належність іменника до певного класу (за допомогою суфіксу, префіксу, суфіксу і префіксу, рідко інфіксально) знаходить своє відображення і на супутніх з ним частинах мови: прикметниках, займенниках, дієсловах. Основними відмінками у тиндинській мові є називний, ергативний, родовий, давальний, афективний. Місцеві відмінки (локатив і елатив) сполучаються з показниками локалізації («над», «під», «всередині», «біля»). Для утворення розподільних числівників і вираження інтенсивності в дієслові використовується редуплікація. Дієслово має аналітичні часові форми, що утворюються сполученням інфінітиву основного дієслова з дієприслівником або дієприкметником і допоміжним дієсловом «бути» Транзитивність дієслова виявляється не лише синтаксично (відмінками членів речення), а й морфологічно формами імперативу.

## Лексика
У структурі (лексиці та граматиці) мови відчувається вплив аварської, через яку в тиндинську потрапляли і продовжують потрапляти запозичення з арабської, перської, тюркських, російської мов. Вплив аварської мови виявляється і в тому, що аварський фольклор поступово витісняє власне тиндинський.
Як приклад, декілька тиндинських слів: бечІатІуб «чорний», къебата «кульгавий», чегва «низькорослий», беUануб «гарний», габалаб «великий», гýчаб «могутній», бýгъа «бугай», цІамурá-муса «зозуля», эху «коваль», бацІа «вовк», гáмуш «бик», зáза «колючка», рогьа «ліс», бела «низина», гьанлІ «річка», кьеру «міст», кьер «ягня», мадугьал «сусід, сусідка», макІ'а «дитина», кунтІав макІ'а «хлопчик», макІ'а игьвáлІилъ'а «бавити дитину».

## Діалекти
Тиндинська мова поділяється на 2 територіальні діалекти (говірки): тиндинський (нижньо-тиндинський, західно-тиндинський) в аулах Тинді та Ечеда та ангідинсько-акнадський (верхньо-тиндинський, східно-тиндинський) в аулах Акнада й Ангіда. Фонетично й морфологічно діалекти не сильно різняться між собою, носії різних говірок вільно розуміють один одного.

## Абетка
Мова є безписемною, але з 1993 ведуться спроби введення власної абетки. Наприклад, алфавіт П. Т. Магомедової виглядає так:
| А  | а  | З   | з   | b  | c  | Х   | х   |
| Ā  | ā  | И   | и   | ЛI | лI | i   | j   |
| Ан | ан | s   | t   | М  | м  | Хъ  | хъ  |
| Āн | āн | Ин  | ин  | Н  | н  | Хь  | хь  |
| Б  | б  | sн  | tн  | О  | о  | Хь’ | хь’ |
| В  | в  | Й   | й   | Ō  | ō  | XI  | хI  |
| Г  | г  | К   | к   | Он | он | Ц   | ц   |
| Г’ | г’ | ^   | _   | П  | п  | o   | p   |
| Гъ | гъ | К’  | к’  | Р  | р  | ЦІ  | цІ  |
| Гь | гь | ^’  | _’  | С  | с  | Ч   | ч   |
| ГІ | гІ | Къ  | къ  | \  | ]  | q   | r   |
| Д  | д  | Кь  | кь  | Т  | т  | ЧІ  | чІ  |
| Е  | е  | КI  | кI  | ТI | тI | Ш   | ш   |
| Ē  | ē  | КI’ | кI’ | У  | у  | Щ   | щ   |
| Ен | ен | Л   | л   | u  | v  | Ъ   | ъ   |
| Ж  | ж  | Лъ  | лъ  | Ун | ун | Э   | э   |
| ДЖ | дж | Лъ’ | лъ’ | uн | vн |     |     |

На сайті Omniglot наводиться інший варіант тиндинської абетки.

## Використання мови
Тиндинська мова функціонує переважно на розмовно-побутовому рівні у спілкуванні між самими тиндалами. На практиці серед тиндалів переважає тиндинсько-аварська двомовність. Мовами навчання, масової комунікації, діловодства і міжнаціонального спілкування є аварська та російська мови. Їх вивчення починається зі шкільної парти, тому тиндали володіють цими мовами на високому рівні. В рівнинних районах Дагестану етнічні тиндали практично не користуються рідною мовою.
Писемною й літературною мовою є аварська.